# Luka Stepančić
Luka Stepančić, né le 20 novembre 1990 à Pula, est un handballeur croate. Il joue au poste d'arrière droit en équipe nationale de Croatie et dans le club hongrois du SC Pick Szeged depuis l'intersaison 2019.

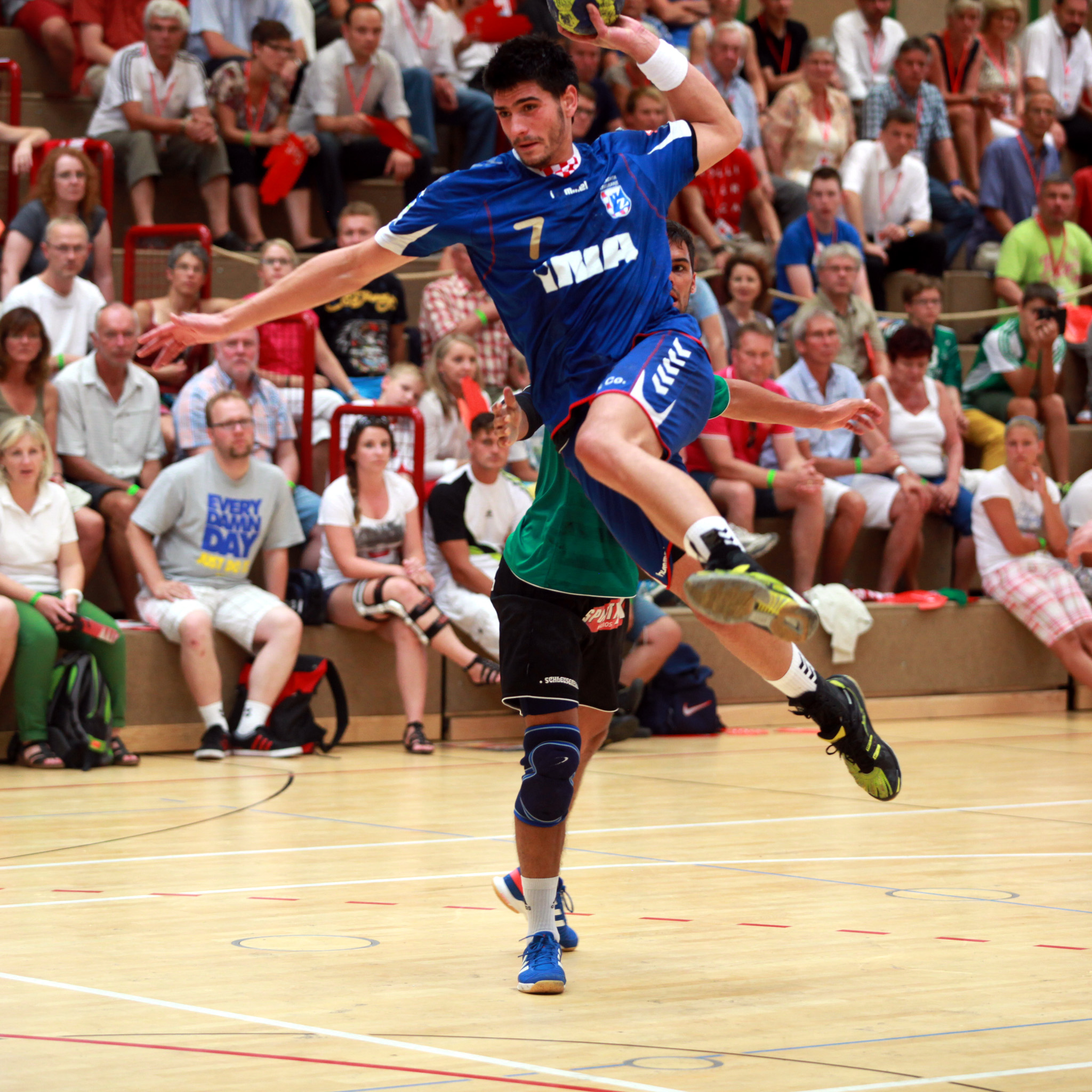
Luka Stepančić en 2012 sous le maillot du RK Zagreb.

## Carrière
Il s'engage avec le Paris Saint-Germain le 19 janvier 2016 pour un contrat de 3 ans qui débute le 1er juillet 2016. En 2019, il prend ensuite la direction du club hongrois du SC Pick Szeged.

## Palmarès

### En club
Compétitions internationales
- Vainqueur de la Ligue SEHA (1) : 2013
- Finaliste de Coupe du monde des clubs en 2016
- Finaliste de Ligue des champions en 2017

Compétitions nationales
- Vainqueur du Championnat de Croatie (6) : 2011, 2012, 2013, 2014, 2015, 2016
- Vainqueur de la Coupe de Croatie (6) : 2011, 2012, 2013, 2014, 2015, 2016
- Vainqueur du Championnat de France (3) : 2017, 2018, 2019
- Vainqueur de la Coupe de France (1) : 2018
- Vainqueur de la Coupe de la Ligue française (3) : 2017, 2018, 2019

### En équipe nationale
Championnats du monde
-  médaille de bronze au Championnat du monde 2013,  Espagne
- 6e place au Championnat du monde 2015,  Qatar
- 4e place au Championnat du monde 2017,  France

Jeux olympiques
- 5e place aux Jeux olympiques 2016,  Brésil

Championnats d'Europe
- 5e place au Championnat d'Europe 2018,  Croatie
-  Médaille d'argent au Championnat d'Europe 2020 en Suède/Autriche/Norvège